# Osvaldo Bosso
Osvaldo Javier Bosso Torres (Santiago del Cile, 14 ottobre 1993) è un calciatore cileno, centrocampista del Ñublense.